# Петар Капетолијски
Свети Петар Капетолијски или Петар Капитолски (почетак 8. века) био је монах, данас признат као светитељ Православне цркве. 
Рођен је и одрастао у Капитолији, граду познатом и као  Цапитолио или „Капитолски град“, у данашњем источном Јордану, на путу за Дамаск. Петар је био ожењен и он и његова жена имали су троје деце. После смрти своје жене, замонашио се, а према неким предањима, касније постао епископ града Босре (у данашњој јужној Сирији). 
Петар је вероватно каменован у Босри јер је критиковао муслиманску религију. Међутим, према другом предању, он је пријављен поглавару „Агарина“ (Арапа), да је он једноставно учитељ хришћана. Тачније, наводи се да га је сукцесивно испитивао гувернер Јуд ал-Урдуна, по имену Омар ибн ал-Валид, затим вицегувернер Зура и на крају сам калиф Ел Валид I (владао од 705. до 715. године) . Пошто је Петар храбро исповедио веру пред агарским патријархом, одсекли су му руке и ноге, затим су му ископали очи, разапели га и на крају му отсекли главу. Његово страдало тело, након што је спаљено у ватри, бачено је у реку.
Проглашен је за свеитеља и православна црква слави његов спомен 4. октобра.